# Macintosh LC

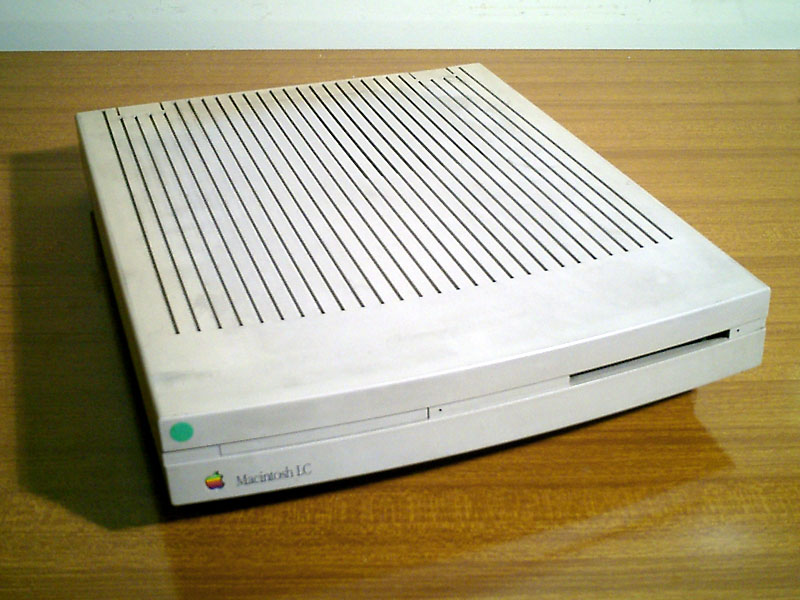
Macintosh LC.

Macintosh LC är en serie kompakta stationära datorer av typ Macintosh, skapade av Apple under 1990.
Vissa av dessa hade ett karaktäristiskt slimmat utseende som var cirka en halv decimeter höga. I vissa kretsar kallades dessa datorer "pizzakartongen". Andra var allt-i-ett-datorer med inbyggd skärm bland annat. Det fanns även några fler varianter.
LC-serien uppföljdes av Macintosh Performa under 1992 där vissa varianter var en vidareutveckling av LC.